# إيهاب أمين
إيهاب أمين هو لاعب كرة سلة مصري يلعب في مركز لاعب هجوم خلفي أو مدافع مسدد الهدف في نادي النادي الأهلي.

## روابط خارجية
- إيهاب أمين على موقع الاتحاد الدولي لكرة السلة (الإنجليزية)
- إيهاب أمين على موقع كرة السلة الأوروبية.كوم (الإنجليزية)
- إيهاب أمين على موقع كلية كرة السلة في سبورتس رفرنس.كوم (الإنجليزية)
- إيهاب أمين على موقع ريلجم (الإنجليزية)
- إيهاب أمين على موقع بروبوليرز (الإنجليزية)
- إيهاب أمين على موقع سبورتس رفرنس (الإنجليزية)